# Uttarkashi
Uttarkashi (nota anche come Barahat) è una suddivisione dell'India, classificata come municipal board, di 16.220 abitanti, capoluogo del distretto di Uttarkashi, nello stato federato dell'Uttarakhand. In base al numero di abitanti la città rientra nella classe IV (da 10.000 a 19.999 persone).

## Geografia fisica
La città è situata a 30° 43' 60 N e 78° 27' 0 E e ha un'altitudine di 1.351 m s.l.m..

## Società

### Evoluzione demografica
Al censimento del 2001 la popolazione di Uttarkashi assommava a 16.220 persone, delle quali 9.252 maschi e 6.968 femmine. I bambini di età inferiore o uguale ai sei anni assommavano a 1.830, dei quali 1.021 maschi e 809 femmine. Infine, coloro che erano in grado di saper almeno leggere e scrivere erano 12.694, dei quali 7.718 maschi e 4.976 femmine.